# Odznak Československého partyzána
Odznak Československého partyzána je pamětní dekorace, která byla zřízena vládním nařízením č. 621 ze dne 9. srpna 1946. Dekorace, jako vyznamenání mohla být udělována i cizím státním příslušníkům. Rubní strana je opatřena šroubem a maticí k upevnění na stejnokroj či občanský oděv. Dekorace se nosila bez stuhy a nebyla zřízená žádná malá řádová stužka. Kromě této klasické dekorace, existuje i odznak poloviční velikosti a dále ještě miniatura ve formě malého odznaku, který má na zadní straně jehlicí k zapíchnutí do klopy občanského oděvu. Na vojenském stejnokroji bylo nařízeno nošení této dekorace " In natura“
Dekorace je ražena z bronzu a patinována do barvy starého stříbra. Autorem byl akademický sochař Josef Malejovský.